# U & Me
A U & Me című dal az olasz Cappella duó 5. kimásolt kislemeze az U Got 2 Know című stúdióalbumról.
A dal 1994. június 6-án jelent meg az Axis Records kiadónál, majd több más kiadónál is kiadták a dalt. A dal Finnországban 1. helyezett volt, és több slágerlistára is felkerült Európában.

## Megjelenések
10" Picture Disc  Olaszország Media Records – MR 619
- A U & Me (The Sound Of The Future Mix) - 6:20
- B U & Me (Plus Staples Extended) - 7:28

### Slágerlista
| Slágerlista (1994)                    | Legjobb helyezés |
| ------------------------------------- | ---------------- |
| Australia (ARIA)                      | 76               |
| Ausztria (Ö3 Austria Top 40)          | 15               |
| Belgium (Ultratop 50 Flanders)        | 14               |
| Finland (Suomen virallinen lista)     | 1                |
| Franciaország (Single Top 100)        | 34               |
| Németország (Media Control Charts)    | 14               |
| Ireland (IRMA)                        | 25               |
| Italy (FIMI)                          | 5                |
| Netherlands (Dutch Top 40)            | 4                |
| Svédország (Sverigetopplistan)        | 15               |
| Svájc (Schweizer Hitparade)           | 13               |
| Egyesült Királyság (UK Singles Chart) | 10               |